# Дане Петковски
Дане Петковски (на македонска литературна норма: Дане Петковски) е югославски партизанин, деец на комунистическата съпротива във Вардарска Македония., по-късно политически офицер, генерал-полковник от Югославската народна армия.

## Биография
Роден е на 25 декември 1922 година в битолското село Брусник. През 1933 г. завършва основно образование, а през 1937 г. и занаятчийско училище. Две години по-късно завършва търговско училище. От 1941 влиза в комунистическата съпротива, а от 1943 е в ЮКП. От 22 август 1944 година е заместник-политически комисар на десета македонска ударна бригада. От 1945 до 1947 г. е политически комисар на Щипския военен окръг. В периода 1946 – 1955 г. е инструктор в инструкторско отделение на политическото управление на Държавния Секретариат за народна отбрана. През 1955 г. завършва Висшата политическа школа „Джуро Джакович“ и Висшата военна академия на ЮНА. Между 1953 и 1958 г. е преподавател по тактика във Висшата военна академия на ЮНА. От 1958 до 1961 г. е преподавател в катедрата по история на същата академия. През 1961 г. завършва Военна школа, а след това до 1964 г. е преподавател в школата. От 1964 до 1967 г. е командир на 6-а личка пролетарска дивизия. Между 1967 и 1969 г. е командир на Скопския военен окръг. В периода 1969 – 1971 г. е началник на Управлението на пехотата в Генералния щаб на ЮНА. От 1971 до 1976 г. е помощник-държавен секретар за политическо-правния сектор. В периода 1976 – 1982 г. е помощник-съюзен секретар за народна отбрана по политическо-правните въпроси. От 1982 до 1984 г. е заместник съюзен секретар за народната отбрана. От осмия до единадесети конгрес на ЮКП е член на ЦК на ЮКП (1964 – 1978). Умира през 2005 година в Белград. Носител е на Партизански възпоменателен медал 1941 година и други висши югославски отличия.

## = Военни звания
- Подполковник (1945)
- Полковник (1952)
- Генерал-майор (1964)
- Генерал-лейтенант (1968)
- Генерал-полковник (1974)

## Награди
- Партизански възпоменателен медал 1941;
- Орден за храброст, 1945 година;
- Орден „Партизанска звезда“ с пушки, 1945 година;
- Орден за заслуги пред народа със сребърни лъчи, 1946 година;
- Орден на братството и единството със сребърен венец, 1947 година.
- Орден за военни заслуги със сребърни мечове, 1956 година;
- Орден на Народната армия със златна звезда, 1962 година;
- Орден за военни заслуги с голяма звезда, 1970 година;
- Орден на Народната армия с лавров венец, 1976 година;
- Орден на Югославското знаме със златен венец, 1982 година.